# Nowe Karmonki
Nowe Karmonki (dodatkowa nazwa w j. niem. Neu Karmunkau) – wieś w Polsce, położona w województwie opolskim, w powiecie oleskim, w gminie Radłów.
W latach 1975–1998 miejscowość należała administracyjnie do województwa częstochowskiego.

## Nazwa
27 kwietnia 1936 r. w miejsce nazwy Neu Karmunkau wprowadzono nazwę Neu Karmen.

## Części wsi
| SIMC    | Nazwa    | Rodzaj     |
| ------- | -------- | ---------- |
| 0144354 | Chałupki | przysiółek |
| 0144360 | Dąbrówka | przysiółek |
| 0144348 | Milęcin  | część wsi  |
| 0144377 | Smuga    | przysiółek |

## Historia
Do głosowania podczas plebiscytu uprawnionych było w Nowych Karmonkach 457 osób, z czego 379, ok. 82,9%, stanowili mieszkańcy (w tym 376, 82,3% całości, mieszkańcy urodzeni w miejscowości). Oddano 449 głosów (ok. 98,2% uprawnionych), w tym 449 (100%) ważnych; za Polską głosowały 302 osoby (ok. 67,3%), a za Niemcami 147 osób (ok. 32,7%). 1 kwietnia 1939 r. miejscowość włączono do Bodzanowic. Wedle spisu z 1910 r. w miejscowości mieszkało 666 Polaków, natomiast w dworze – 60 Polaków. W 1925 r. w miejscowości mieszkało 720 osób, a w 1933 r. – 704 osoby.